# Scuola degli Acquaroli
La Scuola de San Costanzo dei Acquaroli abritait l’école de dévotion et de charité de l’art des transporteurs d'eau de Venise. Elle est située aux campo de San Basegio, 1527/A dans le sestiere de Dorsoduro.

## L'art des acquaroli
Les acquaroli ou burceri da acqua  transportaient l'eau douce avec les burchi, grands bateaux à fond plat et profond, en la chargeant directement des gouttières postées au mandracchio (crique) de l'écluse des Moranzani. L'eau douce arrivait jusqu'ici par la Seriola Veneta, petit canal partant de la brêche idoine pratiquée sur la digue gauche du fleuve Brenta à Dolo. 
Les acquaroli non inscrits à l'art pouvaient seulement vendre à la minute et leur burchi, appelées scoazzere, furent principalement utilisés pour l'écoulement des ordures urbaines. Ces burceri devaient charger directement pas l'eau douce en cale, mais dans des cuves spéciales. La distribution à Venise se faisait au bord du canal, en transvasant l'eau dans un petit canal de bois qui versait dans le garatolo, qui finalement allait se recueillir directement, filtré par le sable sur le fond de la citerne.
En 1386, la schola se vit accorder un terrain, à côté du clocher de l'église de San Basegio, pour y construire leur local (au NA. 1527/A). Elle choisit come patron San Costanzo.
En 1471 fut écrit et approuvé par les provéditeur de Comun le mariegola, règlement de la corporation, avec comme patrons San Costanzo et le bienheureux Pietro Anconetano. En 1498, le magistrat à la Santé impose à la schola la fourniture annuelle gratuite de 100 burchi d'eau pour les citernes publiques.
En 1773, la corporation comptait 18 capomaestro, 8 fils de capomaestro, 100 externes à l'art.